# Wolfram Cremer
Wolfram Cremer (* 9. Januar 1963 in Dorsten im Münsterland) ist ein deutscher Rechtswissenschaftler und Professor für Öffentliches Recht und Europarecht an der Ruhr-Universität Bochum.

## Leben
Cremer studierte von 1984 bis 1990 Rechtswissenschaften an der Universität Göttingen. Zwischen 1990 und 1994 promovierte er an der Universität Hamburg im Rahmen des Graduiertenkollegs „Integrationsforschung“. Im Jahr 1994 wurde die Arbeit mit dem Titel „Forschungssubventionen im Lichte des EGV“ als Dissertation angenommen. Zwischen den Jahren 1993 und 1994 war er wissenschaftlicher Mitarbeiter bei Thomas Bruha, Universität Hamburg. Den juristischen Vorbereitungsdienst absolvierte er in den Jahren 1993 bis 1996 in Hamburg und Vancouver, Kanada. Von 1996 bis 2002 arbeitete er als wissenschaftlicher Assistent an der Universität Rostock bei Bernd Jeand’Heur und Wolfgang März. Im Jahr 2002 hat er sich mit der Schrift „Freiheitsgrundrechte – Funktionen und Strukturen“ habilitiert. Ihm wurde die Lehrbefugnis für die Fächer Öffentliches Recht, Europarecht und Völkerrecht verliehen.
Von 2002 bis 2004 war er Oberassistent an der Hamburger Helmut-Schmidt-Universität. Zwischen 1997 und 2008 war er als Lehrbeauftragter an der Universität des Saarlandes (Europa-Institut) tätig.
Nach einer Lehrstuhlvertretung an der Universität Leipzig im Wintersemester 2003/04 ist er seit dem Wintersemester 2004 Inhaber des Lehrstuhls für Öffentliches Recht und Europarecht an der Ruhr-Universität Bochum.
Seit 2005 ist er Direktor am Institut für Berg- und Energierecht der Ruhr-Universität Bochum und seit 2010 Wissenschaftlicher Direktor des Instituts für Bildungsforschung und Bildungsrecht (IfBB, An-Institut der Ruhr-Universität Bochum). Seit 2011 leitet er den weiterbildenden gemeinsamen Master-Studiengang „Deutsches, türkisches und internationales Wirtschaftsrecht“ der Kültür Universität Istanbul und der Ruhr-Universität Bochum.
Seine Hauptarbeitsgebiete und Forschungsschwerpunkte sind das nationale Verfassungsrecht, insbesondere die Grundrechte, das Europarecht mit Schwerpunkten im Bereich des europäischen Wirtschaftsrechts und des Rechtsschutzes sowie das Energie-, Umwelt- und Bildungsrecht, zuvörderst das Schulrecht. Auf diesen Gebieten hat er zahlreiche Aufsätze und Monographien verfasst.
Im Februar 2021 begründete er zusammen mit Andreas Fihsan die Verfassungsbeschwerde von Attac Deutschland gegen den Entzug der Gemeinnützigkeit.
Seit dem Wintersemester 2023/24 ist Cremer außerdem Leiter des deutsch-französischen Bachelor-Studiengangs im nationalen und europäischen Wirtschaftsrecht und des deutsch-französischen Masterstudiengangs im nationalen und europäischen Wirtschaftsrecht an der Ruhr-Universität Bochum.

## Schriften (Auswahl)
- Forschungssubventionen im Lichte des EGV. Zugleich ein Beitrag zu den gemeinschaftsrechtlichen Rechtsschutzmöglichkeiten gegenüber Subventionen, Nomos, Baden-Baden 1995 (Dissertation, Universität Hamburg, 1994).
- Freiheitsgrundrechte – Funktionen und Strukturen, Mohr Siebeck, Tübingen 2003 (Habilitationsschrift, Universität Rostock, 2002).
- Art. 80 Abs. 1 S. 2 GG und Parlamentsvorbehalt – Dogmatische Unstimmigkeiten in der Rechtsprechung des Bundesverfassungsgerichts, AöR 122 (1997), S. 248–267.
- Aufenthaltsverbote und offene Drogenszene: Gesetzesvorrang, Parlamentsvorbehalt und grundgesetzliche Kompetenzordnung, NVwZ 2001, S. 1218–1223.
- Entschädigungsklagen wegen schwerer Menschenrechtsverletzungen und Staatenimmunität vor nationaler Zivilgerichtsbarkeit, AVR 2003, S. 137–168.
- Der programmierte Verfassungskonflikt: Zur Bindung der Mitgliedstaaten an die Charta der Grundrechte der Europäischen Union nach dem Konventionsentwurf für eine Europäische Verfassung, NVwZ 2003, S. 1452–1457.
- Gewinnstreben als öffentliche Unternehmen legitimierender Zweck: Die Antwort des Grundgesetzes, DÖV 2003, S. 921–932.
- Öffentliche Aufträge als Beihilfe i. S. v. Art. 87 I EG – insbesondere zur Berücksichtigung vergabefremder Kriterien als Beihilfeelement, in: Peter Behrens/Ellen Braun/Carsten Nowak (Hrsg.), Europäisches Wettbewerbsrecht in Umbruch, 2004, S. 143–164.
- Gemeinschaftsrecht und deutsches Verwaltungsprozessrecht – Zum dezentralen Rechtsschutz gegenüber EG-Sekundärrecht, Die Verwaltung 2004, S. 165–192.
- Rechtfertigung legislativer Eingriffe in Grundrechte des Grundgesetzes und Grundfreiheiten des EGV nach Maßgabe objektiver Zwecke – Gleichzeitig zur Begründungspflicht von Gesetzen, NVwZ 2004, S. 668–674.
- Der Rechtsschutz des Einzelnen gegen Sekundärrechtsakte der Union gem. Art. III-270 Abs. 4 Konventionsentwurf, EuGRZ 2004, 577.
- Ungeschriebene Gesetzgebungskompetenzen kraft Sachzusammenhangs? Zum Spannungsverhältnis von grundgesetzlichen Kompetenztiteln und Lebenswirklichkeiten im Bundesstaat, in: Zeitschrift für Gesetzgebung 2005, S. 29–44.
- Negative und positive Integration: Die Europäische Gemeinschaft als Sozial- und Bildungsunion, in: Armin Hatje/Peter M. Huber (Hrsg.), Unionsbürgerschaft und soziale Rechte, EuR 2007, Beiheft 1, S. 75–94.
- Staatlich geförderter Klimaschutz und Gemeinschaftsrecht – Sind das Erneuerbare-Energien-Gesetz (EEG) und das Kraft-Wärme-Koppelungsgesetz (KWKG) seit dem 1.7.2007 gemeinschaftsrechtswidrig?, EuZW 2007, 591–596.
- Grundrechte und Sozialstaatsprinzip: Vertragsfreiheit und die (partiell) sozialstaatliche Imprägnierung der grundrechtlichen Schutzpflicht, in Hermann Butzer/Markus Kaltenborn/Wolfgang Meyer (Hrsg.), Organisation und Verfahren im sozialen Rechtsstaat. Festschrift für Friedrich E. Schnapp zum 70. Geburtstag, 2008.
- Die Verhältnismäßigkeitsprüfung bei der grundrechtlichen Schutzpflicht – Abwägung von Grund und Gegengrund statt Gewährleistung eines angemessenen Schutzniveaus, DÖV 2008, S. 102–108.
- Lissabon-Vertrag und Grundgesetz, JURA 2010, S. 296–307.
- La protection juridique de l'individu contre les actes relevant du droit dérivé de l'Union selon le traité de Lisbonne, in Abdelkhaleq Berramdane/ Wolfram Cremer/ Adelheid Puttler/Jean Rosetto (Hrsg.), Quel avenir pour l'intégration européenne?, 2010.
- Handlungsgrundsätze des Europäischen Umweltverfassungsrechts, in: Die Verwaltung 2010, Beiheft 11, S. 9–26.
- Kommentierung der Art. 107–109, 258–261, 263–266, 268, 272, 273, 277 AEUV, in: Christian Calliess/Matthias Ruffert (Hrsg.), Kommentar zum EUV und AEUV, 4. Auflage, C.H. Beck, München 2011.
- Grundrechtsverpflichtete und Grundrechtsdimensionen nach der Charta der Grundrechte der Europäischen Union, in: EuGRZ 2011, S. 545–554.
- Die verbindliche Übergangsempfehlung zur Sekundarstufe zwischen Verfassungsauftrag und Verfassungswidrigkeit, in: Cremer u. a. (Hrsg.), Selektion und Gerechtigkeit in der Schule, Schriften zum Bildungs- und Schulrecht, Band 1, Nomos, 2012, S. 79–108.
- Das Schulverhältnis zwischen exekutiver Verantwortung, gesetzlicher Determinierung und gerichtlicher Kontrolle – Parlamentsvorbehalt und Zugang zu Gericht bei Nichtaufnahme eines Schülers in eine öffentliche Schule, Die Verwaltung 2012, 359–388.
- The Basic Right to free development of the personality (Art. 2 sec. 1 Basic German Law) – Limited protection of the personality versus General freedom of action, in: Pünder/Waldhoff (Hrsg.), Debates in German Public Law, Hart Publishing, 2013, S. 57–74.
- Verbeamtung von Lehrern als Verfassungsgebot, in: Institut für Bildungsforschung und Bildungsrecht e.V./ Deutsches Institut für Internationale Pädagogische Forschung (Hrsg.), Zur Rechtstellung der Lehrkräfte – heute, Tagungsband zum 1. Deutschen Schulrechtstag, Nomos, 2013, S. 11–38.
- Rezension zu Ulrich Haltern/Andreas Bergmann (Hrsg.), Der EuGH in der Kritik, in: DVBl 2014, 298–299.